# Lomboque

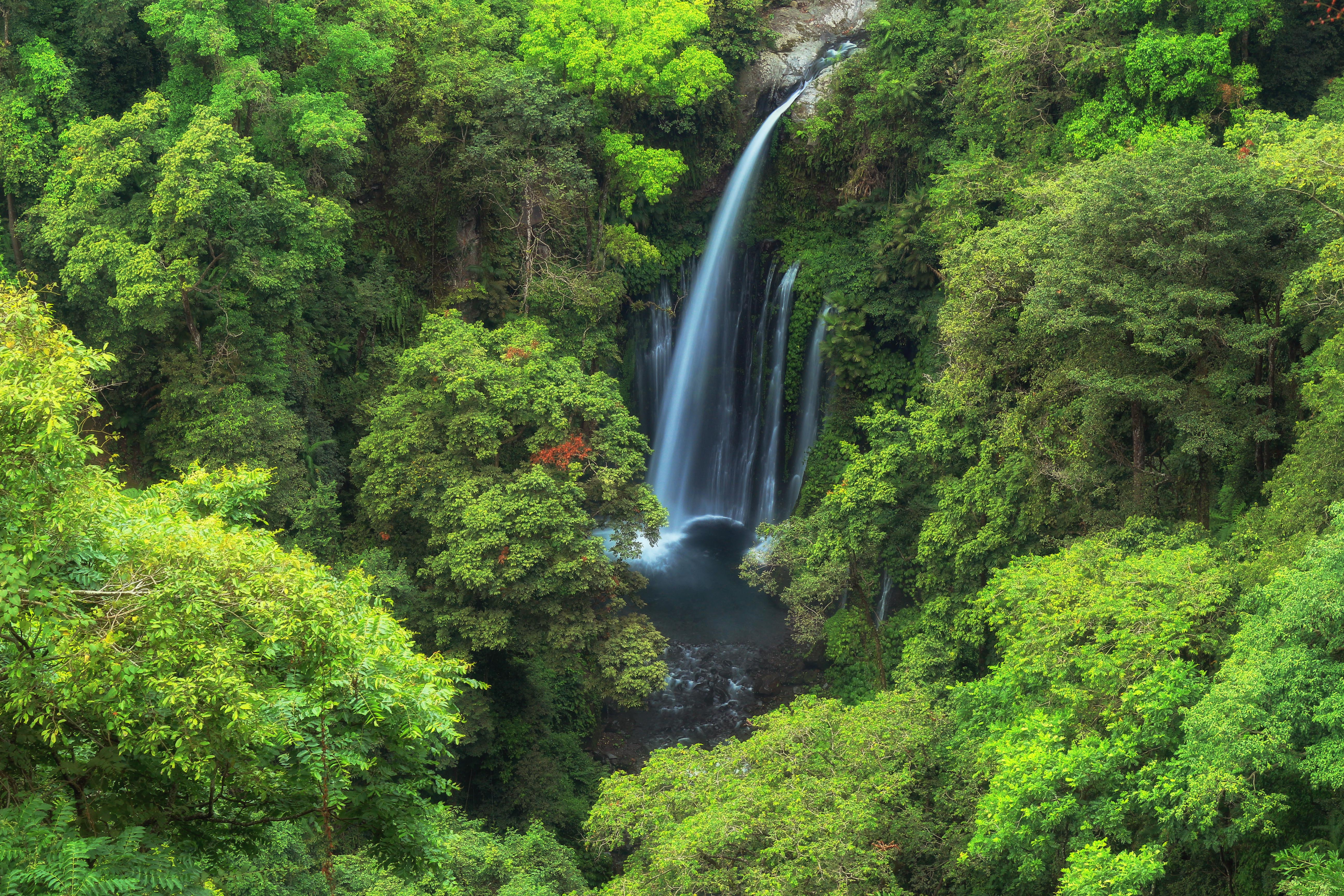
Cascata de Tiu Kelep, no sopé setentrional do monte Rinjani

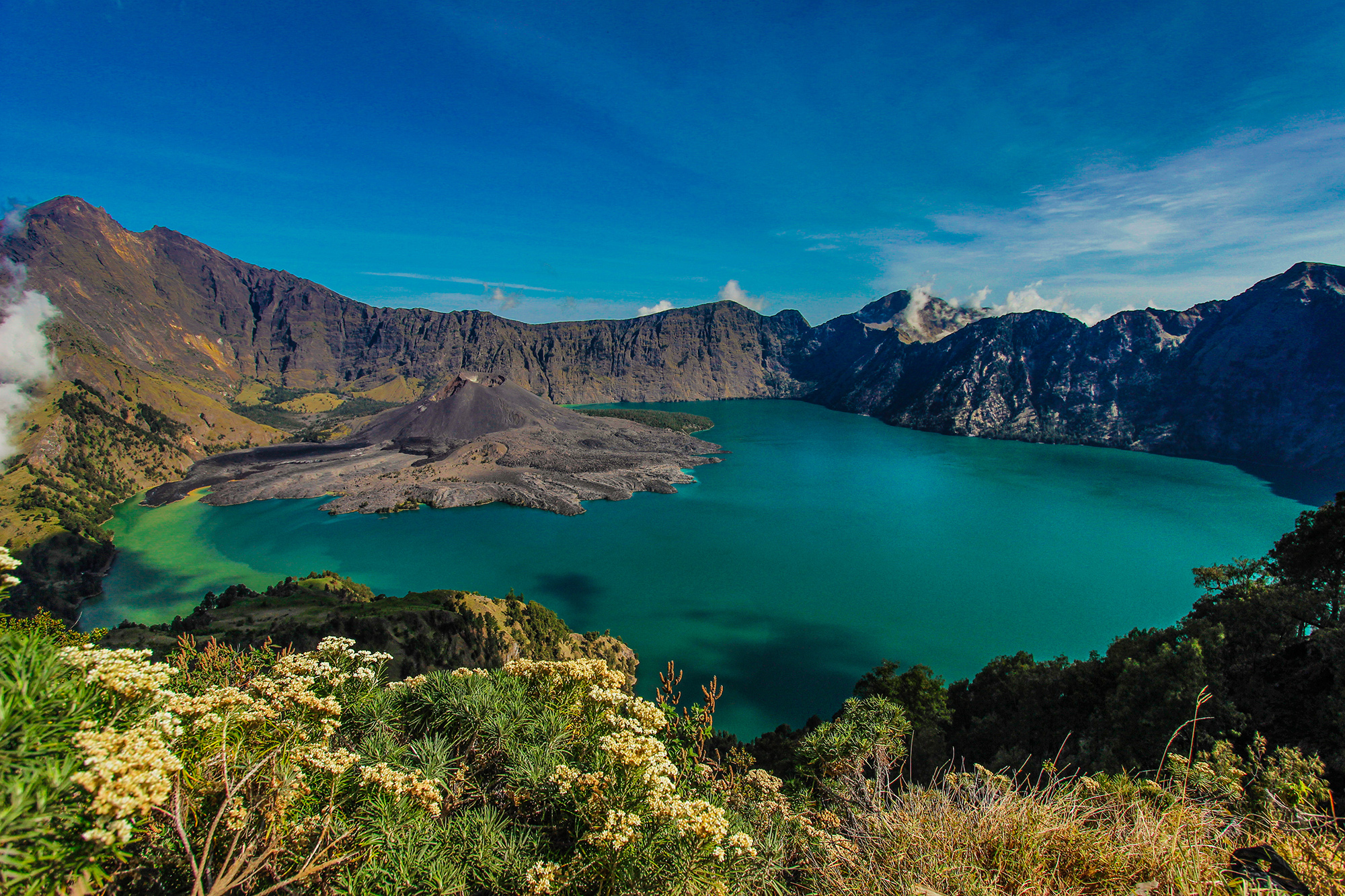
O lago Segara Anak, situado na caldeira de um vulcão que explodiu no século XIII

Lomboque (em indonésio: Lombok) é uma ilha da Indonésia, que faz parte do arquipélago das Pequenas Ilhas da Sonda e pertence à província de Sonda Ocidental (Nusa Tenggara Barat). A sua capital e maior cidade é Matarão, que também é a capital da província. Tem 4 607,68 km² de área (incluindo algumas ilhas costeiras menores) e, segundo a estimativa oficial, em 2023 tinha 3 963 842 habitantes (densidade: 860,3 hab./km²), mais 25% do que em 2010.

## Geografia
A ilha de Lomboque situa-se entre as ilhas de Bali e de Sumbava e está rodeada de várias pequenas ilhas, localmente chamadas conjuntamente ilhas Gili, que administrativamente fazem parte de Lomboque. As Gilis mais populares turisticamente situam-se ao largo da costa noroeste. O contorno da ilha é aproximadamente circular, com uma espécie de cauda na parte sudoeste — a península de Sekotong, e uma pequena protuberância na parte sudeste, onde se situa o cabo Tanjung Ringgit. Tem aproximadamente 70 km de diâmetro. O tamanho e densidade populacional de Lomboque são semelhantes aos de Bali. Sumbava é maior e tem menor densidade.
Lomboque está separada de Sumbava (situada a leste) pelo estreito de Alas, que na sua parte mais estreita tem 10 km de largura. A costa ocidental é banhado pelo estreito de Lomboque, do outro lado do qual se situa Bali, e que na sua parte mais estreita tem cerca de 36 km, não contando com a pequena ilha de Nusa Penida, a qual dista menos de 22 km de Lomboque. Pelo estreito de Lomboque passa a Linha de Wallace, que  que separa as regiões biogeográficas indo-malaia e australasiana. Estas regiões têm faunas distintamente diferentes. A linha deve o seu nome ao naturalista britânico Alfred Russel Wallace (1823–1913), que foi a primeira pessoa a comentar os limites abrutos entre as duas regiões.
A orografia da ilha é dominada pelo monte Rinjani, um estratovulcão ativo que é o segundo mais alto da Indonésia, elevando-se a 3 726 m de altitude, que faz de Lomboque a 8.ª ilha mais alta do mundo. Em 2024, a erupção mais recente do Rinjani ocorreu em setembro de 2016 no cone vulcânico Gunung Barujari. Numa erupção de 2010, foi projetada cinza vulcânica a 2 km de altitude do cone Barujari. Lava fluiu para o lago Segara Anak, situado junto ao vulcão, elevando a sua temperatura, e a queda de cinza provou estragos nas explorações agrícolas das encontas do Rinjani. O vulcão e o lago fazem parte do Parque nacional de Gunung Rinjani, criado em 1997.[carece de fontes?] Em 2013 foi descoberto que um antigo vulcão, cuja caldeira está atualmente inundada pelo lago Segara Anak, explodiu em 1257, naquilo que foi uma das erupções vulcânicas da história e a maior explosão vulcânica dos últimos 7 000 anos, que causou mundanças climáticas em todo o mundo.
As terras altas de Lomboque são cobertas de florestas e a maioria delas não são exploradas. As terras baixas são intensamente cultivadas. As principais culturas nos terrenos mais férteis são arroz, soja, café, tabaco, algodão, canela, cacau, cravo-da-índia, mandioca, milho, coco, copra, banana e baunilha. A parte sul da ilha é fértil, mas mais seca do que a parte norte, especialmente na costa sul.

### Ilhas menores

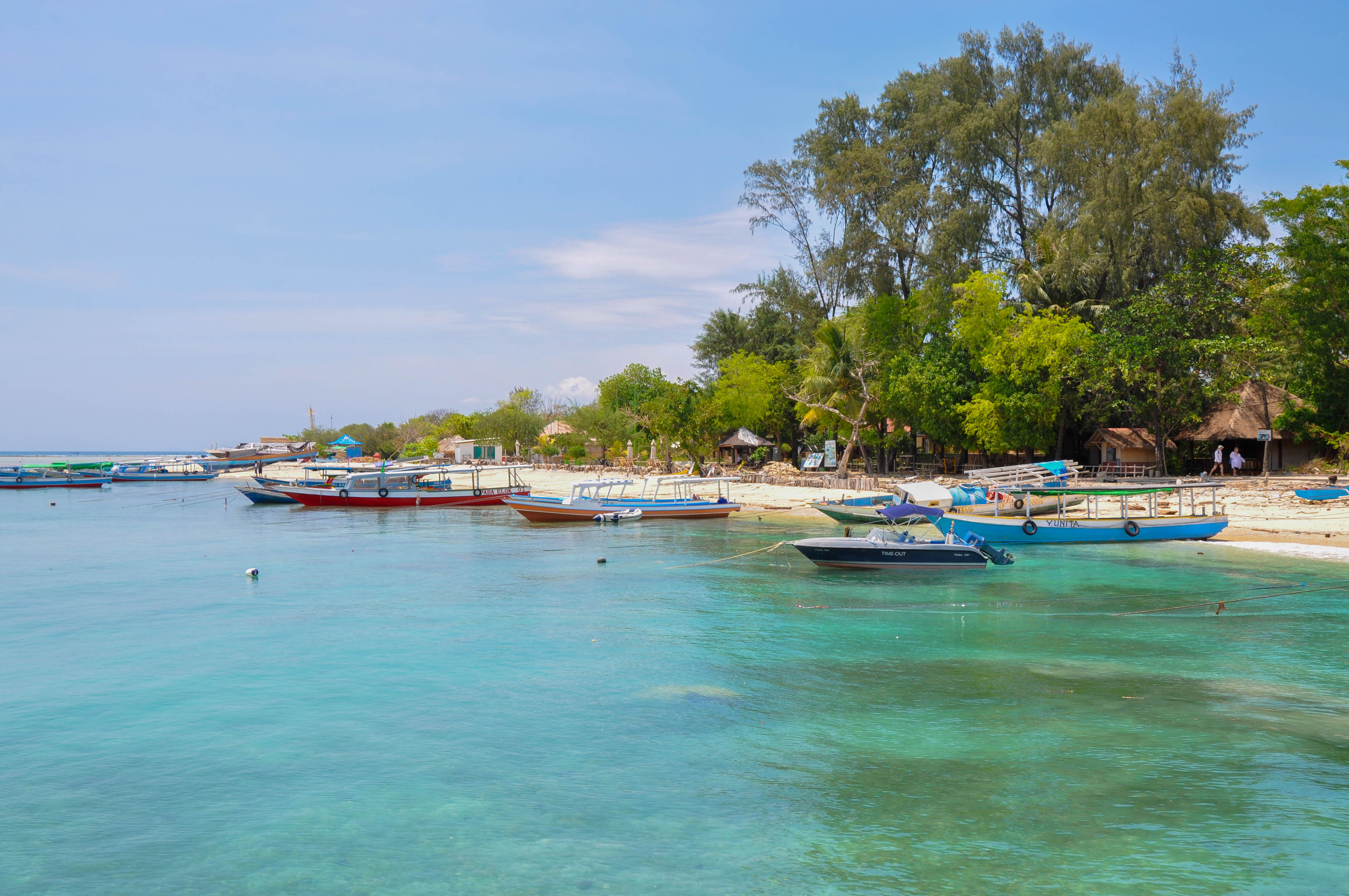
Gili Trawangan

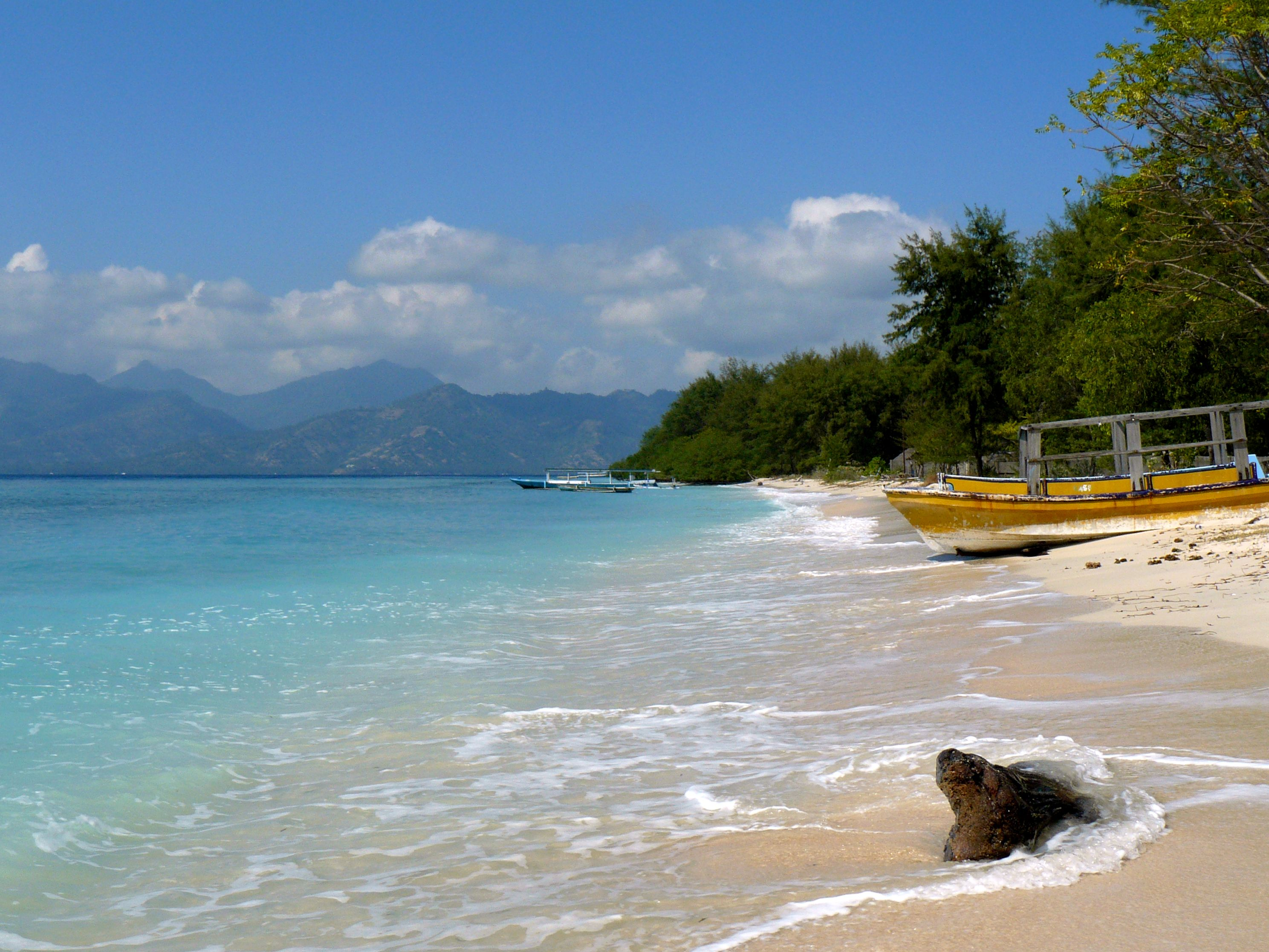
Gili Meno

Lomboque está rodeadas de várias pequenas ilhas. As mais importantes são apresentadas na lista abaixo. Em muitos contextos, "ilhas Gili" refere-se às três ilhas a noroeste de Lomboque, que são as que têm mais turismo.
- Noroeste (regência de Lomboque Setentrional)
  - Gili Trawangan
  - Gili Meno
  - Gili Air
- Nordeste (regência de Lomboque Oriental)
  - Gili Lawang
  - Gili Sulat
  - Gili Petagan
  - Gili Bidara (Pasaran)
  - Gili Lampu
  - Gili Puyu
  - Gili Kondo
  - East Coast of Nusa Tenggara
  - Gili Puyuh
  - Gili Sulat
- Sudeste (regência de Lomboque Oriental)
  - Gili Indah
  - Gili Merengke
  - Gili Belek
  - Gili Ular
- Costa sul (regência de Lomboque Ocidental)
  - Gili Solet
  - Gili Sarang Burung
  - Gili Kawu
  - Gili Puyuh
- Sudoeste (regência de Lomboque Ocidental)
  - Gili Nanggu
  - Gili Sudak
  - Gili Tangkong
  - Gili Kedis
  - Gili Poh
  - Gili Genting
  - Gili Lontar
  - Gili Layar
  - Gili Amben
  - Gili Gede
  - Gili Anyaran
  - Gili Layar
  - Gili Asahan

### Subdivisões administrativas
Lomboque é administrada pelo governador da província de Sondda Oriental, cuja capital é Matarão. A ilha está dividida em quatro regências (kabupaten) e uma "cidade" (kota), a qual na prática é equivalente a uma regência.
| Regência              | Capital | População (est. 2023) | Área (km²) | Dens. pop. (hab./km²) | IDH (2014)   |
| --------------------- | ------- | --------------------- | ---------- | --------------------- | ------------ |
| Lomboque Ocidental    | Gerung  | 753 641               | 922,91     | 816,59                | 0,635 (méd.) |
| Lomboque Central      | Praya   | 1 099 201             | 1 208,39   | 909,64                | 0,618 (méd.) |
| Lomboque Oriental     | Selong  | 1 404 343             | 1 605,55   | 874,68                | 0,620 (méd.) |
| Lomboque Setentrional | Tanjung | 265 500               | 809,53     | 327,97                | 0,601 (méd.) |
| Matarão (cidade)      |         | 441 147               | 61,30      | 7 196,53              | 0,759 (alto) |
| Total                 | Total   | 3 963 842             | 4 607,68   | 860,27                |              |

## Transportes

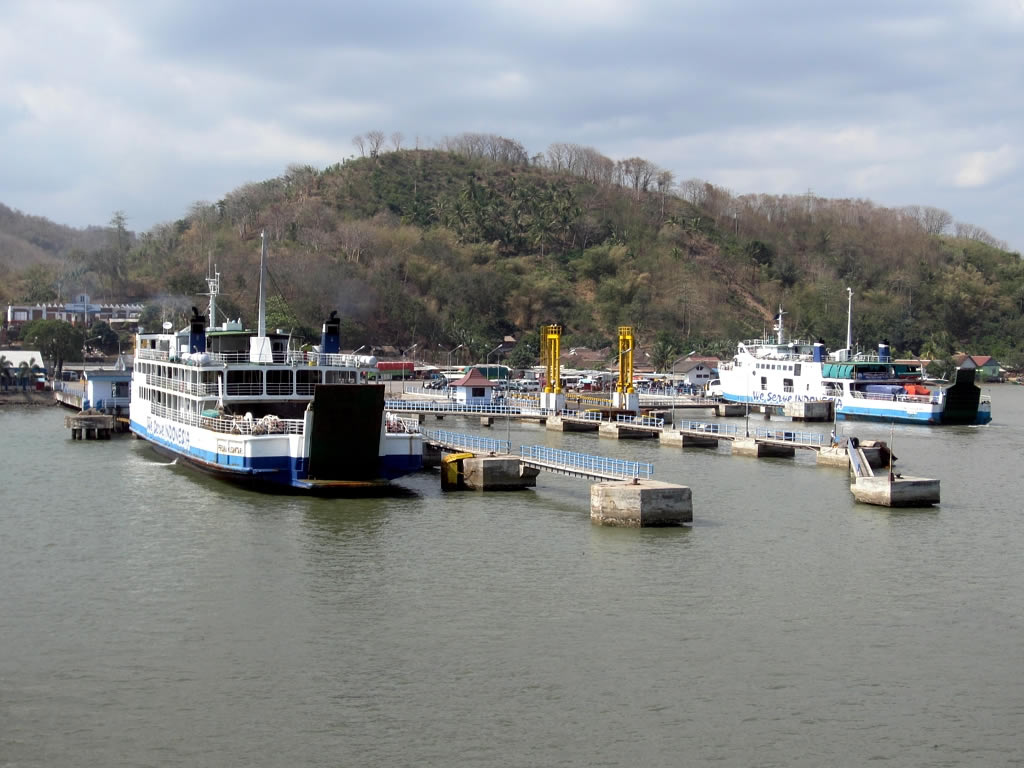
Porto de Lembar, na costa ocidental

O Aeroporto Internacional de Lomboque (IATA: LOP, ICAO: WADL) situa-se na parte centro-sul da ilha. Começou a funcionar em 1 de outubro de 2011, substituindo o aeroporto de Selaparang, situado perto de Ampenan, um subúrbio a noroeste de Matarão. É o único aeroporto internacional da província de Sonda Ocidental.
O aeroporto de Selaparang foi encerrado no fim do dia de 30 de setembro de 2011. Até então servia voos domésticos para Java, Bali e Sumbava e voos internacionais para Singapura e Cuala Lumpur via Surabaia e Jacarta. O terminal e restantes infraestruturas permaneceram intactas mas o aeroporto está fechado para qualquer tipo de tráfego aeronáutico cival.
O porto marítimo de Lembar dispõe de instalações para transporte marítimo e de ferryboats para serviços de passageiros e veículos rodoviários para Bali. Em 2013, a tonelagem bruta foi 4,3 milhões de toneladas, mais 72% que no ano anterior, um sinal do progresso significativo da economia de Lomboque e de Sonda Ocidental.
O porto de Labuhan Lombok, na costa nordeste, tem serviços de ferryboats de passageiros e veículos rodoviários para Poto Tano, em Sumbava.

## Demografia e religião

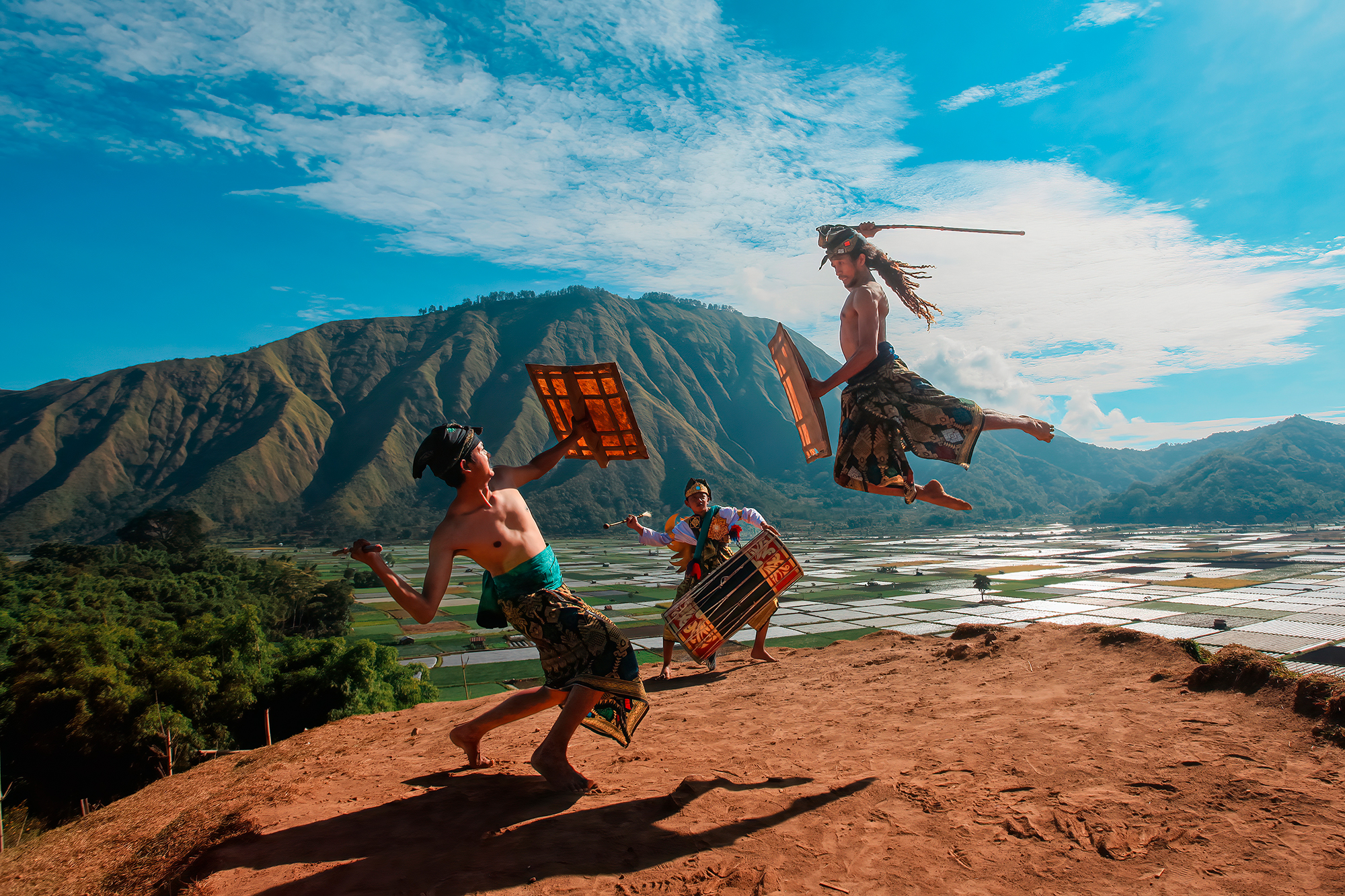
Perisean, um jogo tradicional dos sassaques, que frequentemente faz parte dos espetáculos de música e dança '

Em 2008 estavam registadas 866 838 fogos e a média de pessoas por agregado familiar era 3,635. 
85% dos habitantes de Lomboque são da etnia autóctone sassaque (sasak), cujos antepassados se supõe terem migrado de Java no 1.º milénio a.C. Estima-se que 10 a 15% da população seja de etnia balinesa e entre a restante população encontram-se chineses indonésios, javaneses, sumbavas e árabes indonésios. Os sassaques estão muito próximos dos balineses em termos culturais e linguísticos, mas enquanto os balineses são hindus,[carece de fontes?] a maior parte dos sassaques são muçulmanos, pelo que a paisagem é marcada com mesquitas e minaretes. As tradições e feriados islâmicos influenciam o dia-a-dia da ilha.[carece de fontes?]

### Islamismo

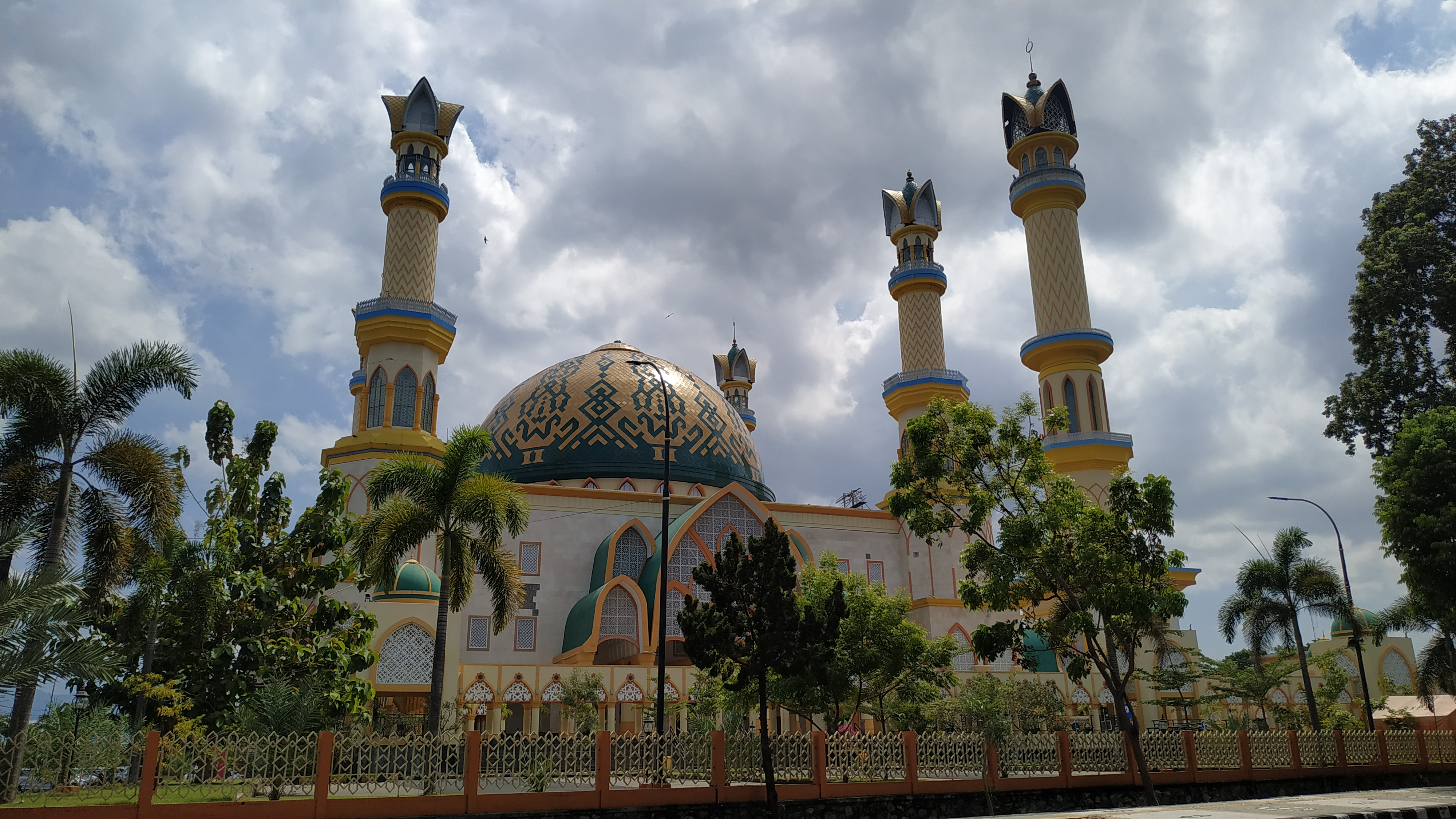
Centro Islâmico de Matarão

Antes da chegada do islão à ilha, Lomboque passou por um longo período em que teve muitas influências de budismo e hinduísmo, provenientes de Java. O islão pode ter chegado pela primeira vez à ilha levado por comerciantes vindos de Sumbava na primeira metade do século XVII, que levaram a conversões em Lomboque Oriental.[carece de fontes?] Segundo outros autores, as primeiras influências islâmicas ocorreram um século antes. No entanto, a nova religião tomou um carácter muito sincrético, misturando frequentemente as práticas islâmicas com crenças animistas, hindus e budistas.
No início do século XX começou a ganhar popularidade crescente uma nova versão, mais ortodoxa, do islamismo. Os programas governamentais de "religionização" (aquisição de uma religião) levados a cabo em Lomboque em 1967 e 1968 levarama um período de confusão considerável em termos de adesão e práticas religiosas. Esses programas levaram a que mais tarde as práticas religiosas em Lomboque se tornassem mais parecidas com as praticadas na generalidade do mundo.
A história da pequena comunidade árabe de Lomboque remonta à fixação na ilha de mercadores do Iémen. A comunidade ainda está presente, sobretudo em Ampenan, o porto velho de Matarão. A instalação pelo ACNUR de um centro de refugiados do Médio Oriente em Lomboque originou que alguns refugiados se casassem com locais.[carece de fontes?]
Na ilha há uma seita islâmica não ortodoxa, a Wetu Telu (lit: "três vezes"), que realizam apenas três orações por dia, em vez das cinco praticadas pela maioria dos muçulmanos e seguem apenas três dos cinco pilares do Islamismo —  Salá (orações), Chahada (fé) e Saum (jejum). Além disso as orações podem não ser realizadas pelos fiéis, mas pelos kyais (líder religioso) em nome deles. As crenças Wetu Telu têm elementos animistas e, além da base islâmica, têm influências hindus e das antigas práticas de culto dos mortos.

### Hinduísmo

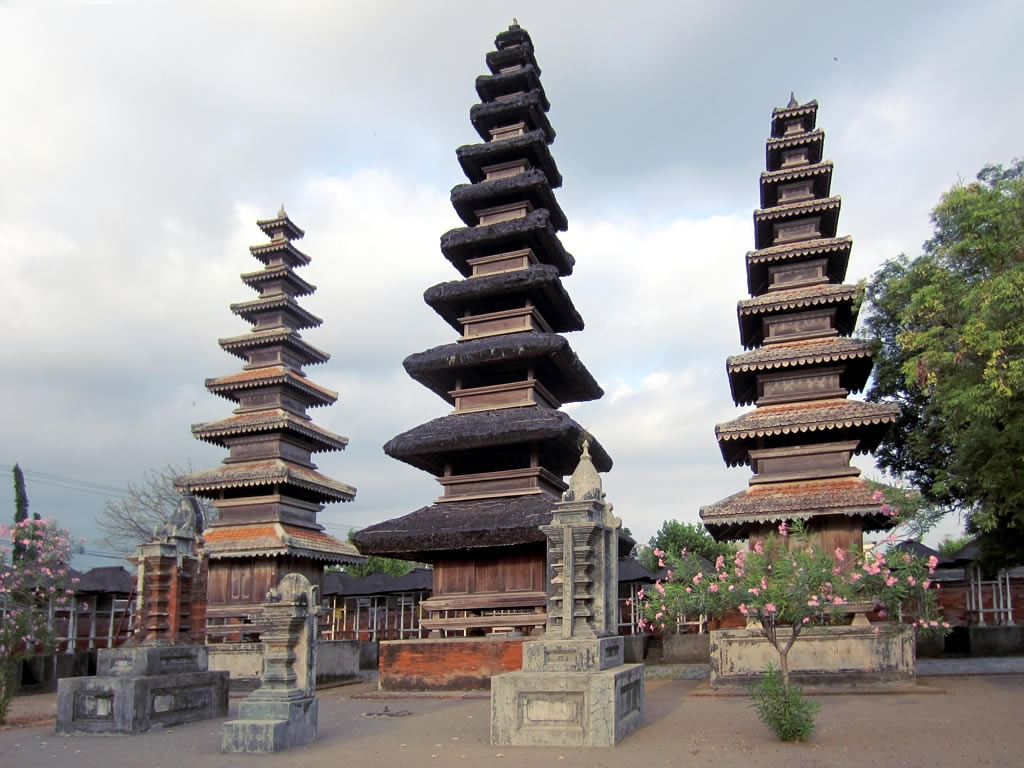
O, um templo hindu balinês, construído em 1720 na área de Cakranegara de Matarão

O hinduísmo é seguido por balineses étnicos e por uma minoria de sassaques. Todas as cerimónias principais hindus são celebradas em Lomboque e há muitas aldeias na ilha cuja população é maioritariamente hindu. Segundo lendas locais, as aldeias mais antigas de Lomboque — Bayan e Sembalun — foram fundadas por um príncipe hindu Majapait. O Nagarakertagama, um manuscrito Majapait do século XIV descoberto em Lomboque, além de descrições detalhadas do Império de Majapait, afirma-e a importância do hindu-budismo no império, através de descrições de templos, palácios e vários detalhes cerimoniais.
No censo de 2010, 101 000 habitantes declararam-se hindus, concentrando-se principalmente em Matarão, onde constituíam 14% da população, No entanto, um inquérito levado a cabo em 2012 pelo Ditjen Bimas Hindu (DBH, Diretório de Assuntos Religiosos Hindus) com a colaboração de comunidades hindus por todo o país, apontou para a existência de 445 933 hindus em Lomboque, um número mais próximo do que é normalmente avançado — 10 a 15% de população hindu.

### Cristianismo e budismo

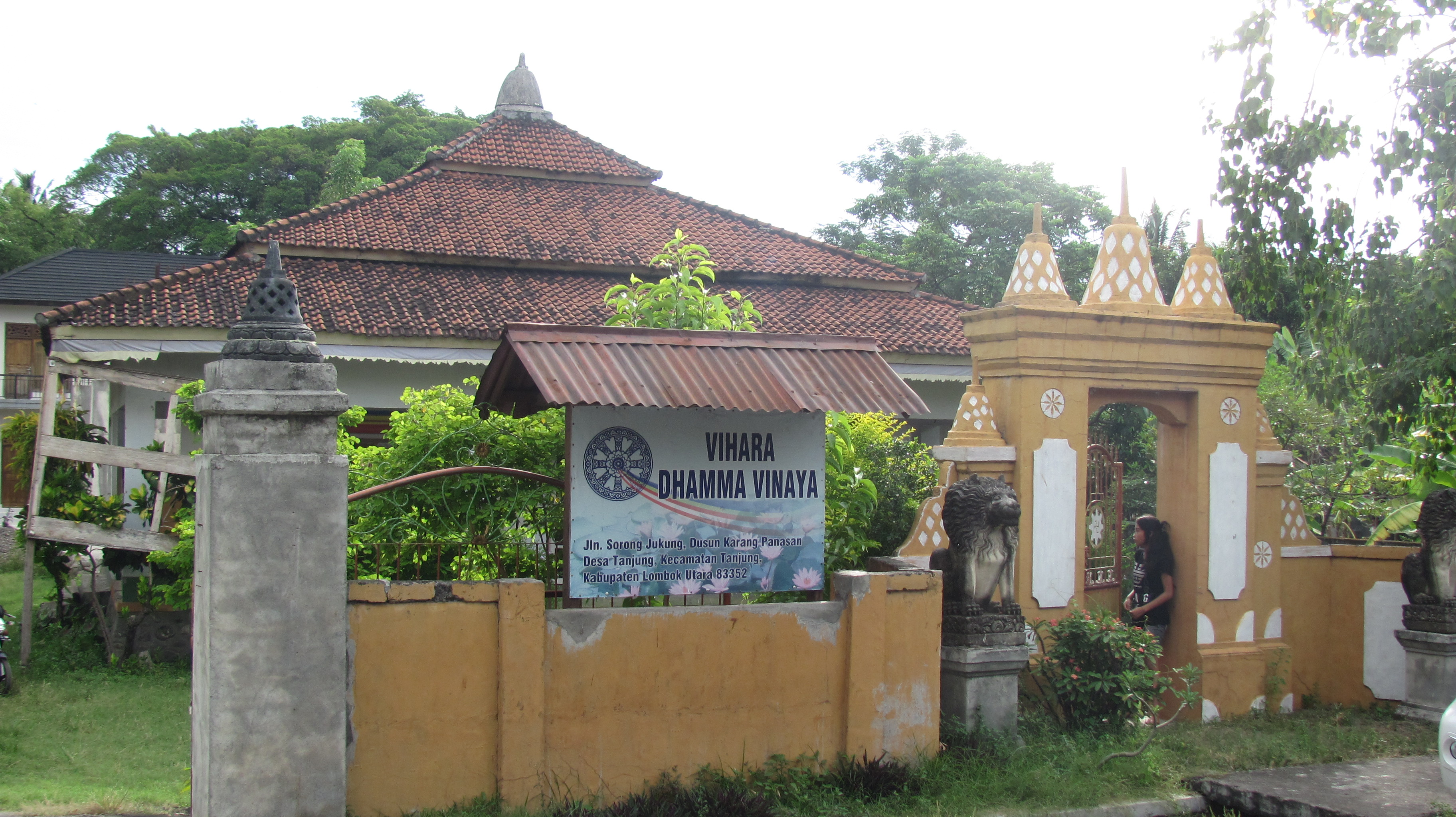
Templo budista em

O cristianismo é a religião de uma pequena maioria, que inclui chineses étnicos e imigrantes de Bali e de Sonda Oriental. Há igrejas católicas em Ampenan, Matarão, Praya e Tanjung. Em Matarão também há um hospital católico.
Na área de Tanjung vivem cerca de 800 budistas e há dois templos budistas que podem ser visitados.

### Animismo
Há uma minoria religiosa sassaque ainda mais pequena, constituída pelos sassaques Boda, que seguem uma religião anterior ao islão chamada Boda, a qual provavelmente é a religião ancestral animista dos sassaques, que não sofreu influências islâmicas.
Muitos sassaques, mesmo os não seguem o Boda, continuam a ter crenças animistas, nomeadamente na existência de espíritos ou fantasmas. A comida e orações são consideradas indispensáveis quando querem comunicar com os espíritos ou mortos, e continuam a praticar-se rituais tradicionais pré-islâmicos. É praticada magia tradicional para afastar o mal e as doenças e para resolução de disputas e antipatias. A magia pode ser praticada apenas por um indivíduo em particular, mas normalmente procura-se uma pessoa com experiências nesses assuntos para prestar um serviço. É comum que os serviços de magia sejam pagos em dinheiro ou presentes e os praticantes considerados mais poderosos são tratados com grande respeito.

## História

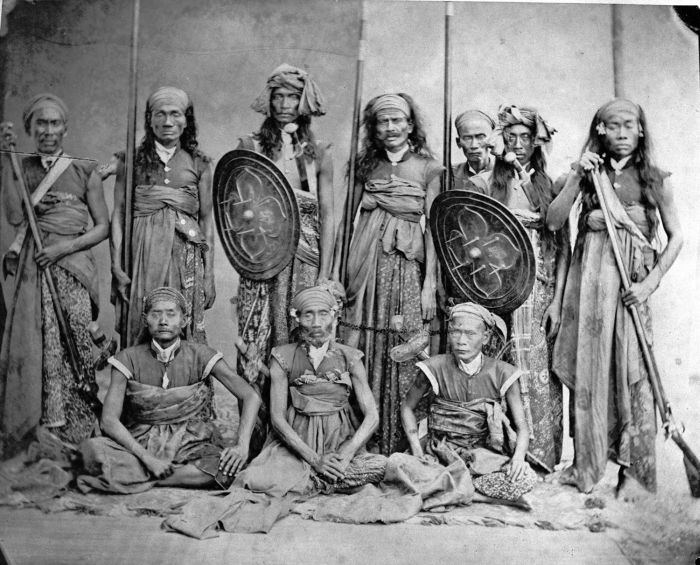
Líderes sassaques que se aliaram aos holandeses para resistir à ocupação do reino balinês de Karangasem, em fotografia de c. 1880

### Época pré-colonial
À exceção do manuscrito lontar Babad Lombok ("Crónica de Lomboque"), no qual é relatada a erupção vulcânica ocorrida em 1257, e de uma curtíssima menção no Nagarakertagama, sabe-se muito pouco da história de Lomboque antes do século XVII. A erupção relatada no Babad Lombok, foi identificada em 2013 como tendo sido uma das maiores explosões vulcânicas dos últimos 7 000 anos. Ocorreu no cume Samalas, que era parte do monte Rinjani, a montanha mais alta de Lomboque. Estima-se que o Samala  se elevava a 4 200 m e que desapareceu com a explosão, dando origem ao que é hoje o lago Segara Anak.
O Nagarakertagama é um manuscrito descoberto em Lomboque, com uma eulogia a Hayam Wuruk, monarca do Império de Majapait, em forma de poema épico, escrito em 1365 pelo monge budista Mpu Prapanca. No seu canto 14 é mencionada "Lombok Sasak Mirah Adhi" como uma das ilhas sob suserania do reino. De acordo com as lendas locais, duas das aldeias mais antigas de Lomboque, Bayan e Sembalun, foram fundadas por um príncipe de Majapait. Referências a uma origem majapait são comuns em Lomboque e na ilha vizinha de Bali. A sassaque, idioma da etnia maioritária e autóctone de Lomboque, tem elementos javaneses.
No século XVI (ou no século seguinte, segundo outros autores) os sassaqueses (a etnia maioritária de Lomboque) converteram-se ao islamismo. A tradição diz que um certo Pangeran Prapen (também conhecido como Sunan Prapen), o filho de Sunan Giri (1442–1506), um destacado líder muçulmano javanês, foi o primeiro a espalhar a nova fé. O Babad Lombok relata que Sunan Prapen foi enviado pelo seu pai para uma expedição militar a Lomboque e Sumbava para converter a população. Outro lontar, o Petung Bayan,[carece de fontes?] diz que o primeiro rei a converter-se foi rei de Bayan. No entanto, estes dois manuscritos não podem ser considerados fontes históricas fiáveis.[carece de fontes?] Para a difusão do islão devem também ter contribuído os macáçares muçulmanos. Em todo o caso, parece que desde o início, a nova religião adquiriu um carácter sincrético, misturando os elementos animistas, hindu-budistas e islâmicos, o que levou à criação da seita ou religião Wetu Telu, que foi fortemente influenciada pelos balineses.

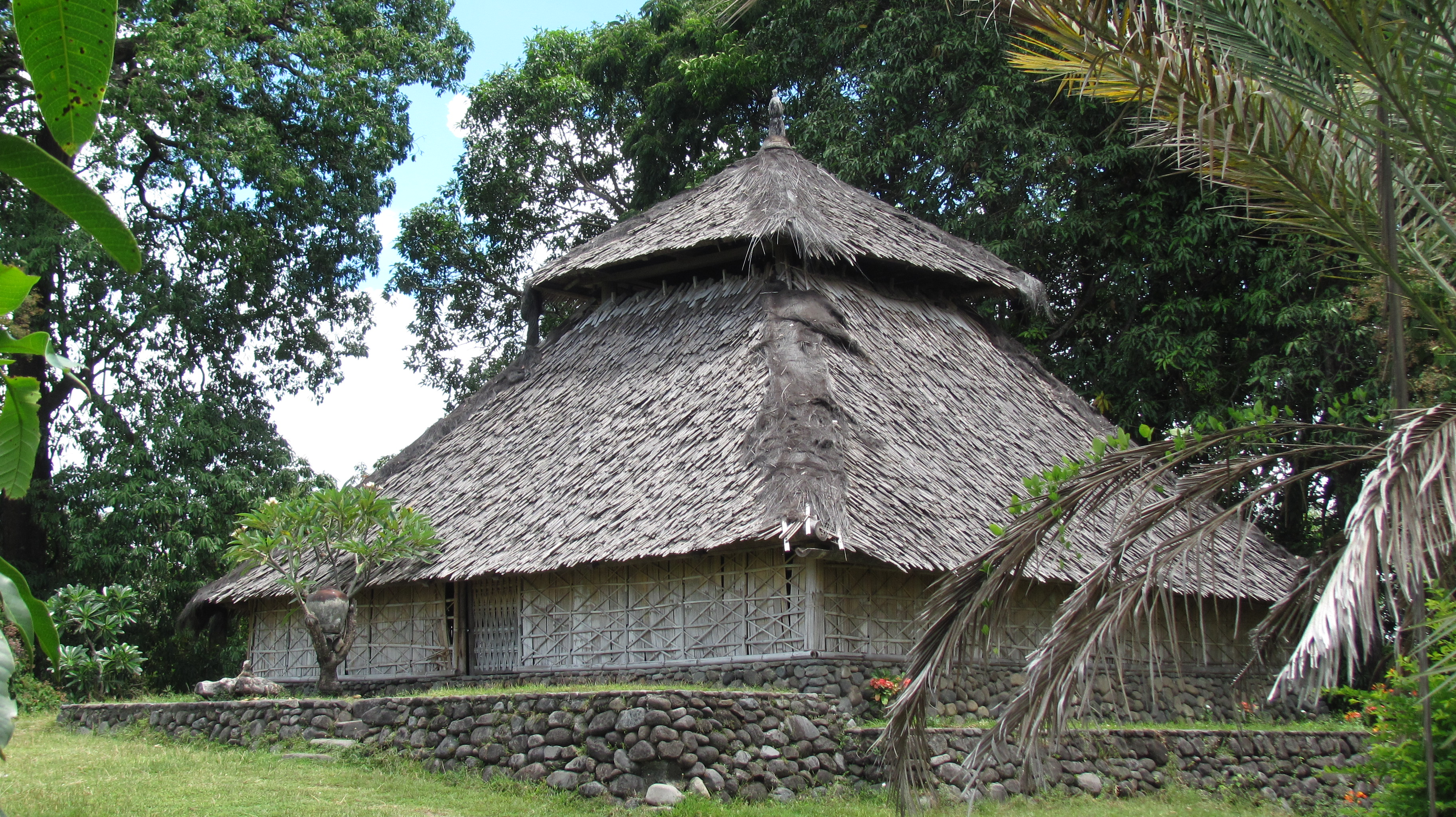
A mesquita Bayan Beleq, a mesquita mais antiga de Lomboque, construída em 1634

Até ao início do século XVII, a ilha esteve dividida numa série de pequenos estados constantemente em conflito uns com os outros, cada um deles governado por um príncipe sassaque. Durante a primeira metade do século XVII, aproveitando a desunião política em Lomboque, a parte ocidental da ilha passou a ser controlada por balineses. Aparentemente, na década de 1630, o Dewa Agung (rei) de Gelgel de Bali liderou campanhas de conquista em Lomboque e Sumbava, onde encontrou a expansão do Sultanato de Gowa do sul de Celebes. Na mesma altura, a parte oriental foi invadida por macaçares a partir das suas colónias em Sumbava.
Os holandeses visitaram pela primeira vez Lomboque em 1674 e Companhia Holandesa das Índias Orientais assinou um tratado com uma princesa sassaque da ilha. No final do século XVIII, soldados bugis e macaçares, fugindo do autoritarismo do seu soberano, percorreram os mares do arquipélago e desmantelaram-se em Lomboque. Cerca de 1740–1750, toda a ilha  estava firmemente sob o controlo do reino balinês de Karangasem, mas conflitos entre os balineses levaram à criação de quatro reinos balineses em Lomboque, que lutavam uns com os outros.[carece de fontes?] Em 1839, o rei de Matarão logrou tomar o controlo dos restantes reinos rivais da ilha e a partir daí desenvolveu-se em Lomboque um rica cultura balinesa de corte.
As relações entre os sassaques e os balineses em Lomboque ocidental eram em grande medida harmoniosas e os casamentos mistos eram comuns. Porém, o mesmo não acontecia na parte oriental da ilha, onde as relações eram bastante menos cordiais e os balineses mantinham o controlo desde fortes com guarnições militares. Apesar do governo das aldeias sassaques se ter mantido, os líderes de aldeia tornaram-se pouco mais do que cobradores de impostos para os balineses. Os aldeões passaram a ser uma espécie de servos e a aristocracia sassaque perdeu muito poder e terras.

### Conflitos internos e ocupação holandesa

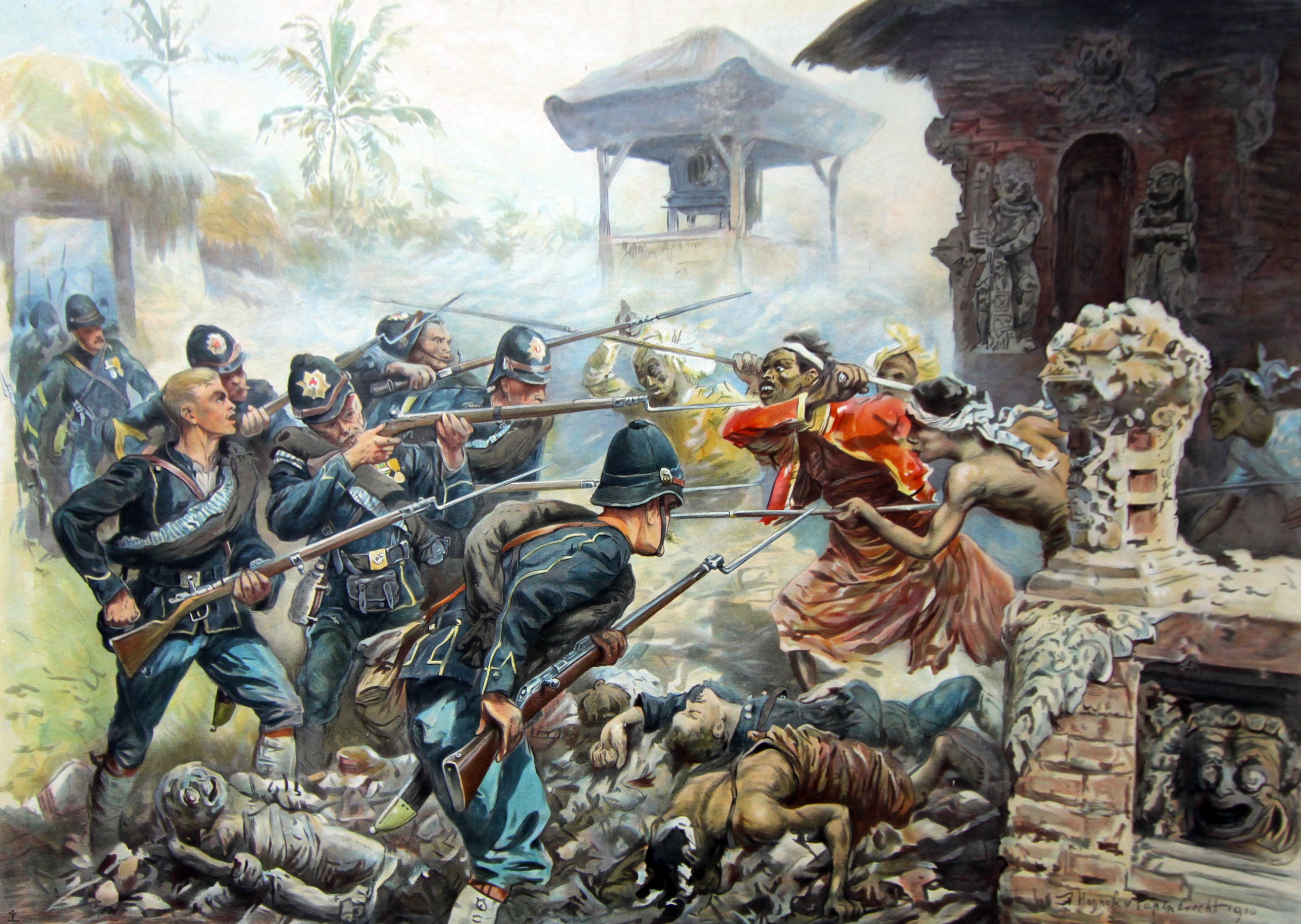
Ataque holandês a um reduto de tropas de Karangasem em 1894; gravura de 1915

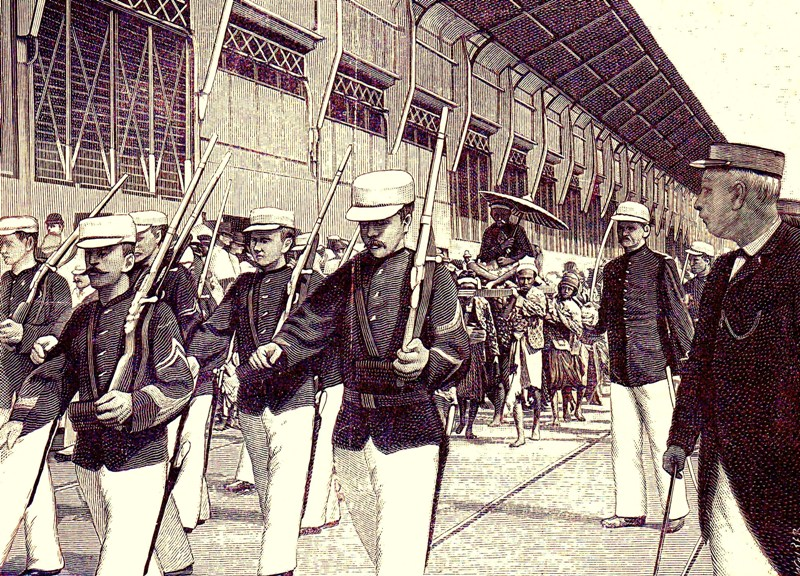
O rajá de Lombok é levado; gravura de 1895 na revista holandesa Eigen Haard

Em 1843, o monarca de de Matarão assinou um tratado com os holandeses e em 1849 apoiou a terceira campanha holandesa em Bali, tendo sido recompensado com o domínio do reino de Karangasem. Em 1855 e 1871 houve rebeliões de sassaques que foram esmagadas pelo rei de Matarão. Em 1891 estalou outra revolta mais grave na parte leste da ilha, na sequência do rei balinês de Matarão ter requisitado milhares de soldados para combaterem na sua campanha para conquistar o reino de Klungkung de Bali, para tentar tornar-se o governante supremo de Bali. Em 25 de agosto de 1891, o filho do rei, Anak Agung Ketut Karangasem, foi enviado para combater os rebeldes com 8 000 soldados, que a 8 de setembro foram reforçados com mais 3 000, comandados pelo outro filho, Anak Agung Made Karangasem. Temendo que o seu exército estivesse em apuros, o rei pediu ao seu vassalo Anak Agung Gde Jelantik, que governava Karangasem, que lhe enviasse 1 200 soldados de elite para esmagar a rebelião. Não obstante o exército de Matarão ser mais avançado tecnologicamente e ter dois navios de guerra modernos, os combates prolongaram-se e só em 1984 é que as tropas de Matarão conseguiram ocupar as aldeias rebeldes e cercar s últimos resistentes sassaques.
A 20 de fevereiro de 1894 os sassaques pediram formalmente aos holandeses que interviessem em seu favor. Vendo no pedido e na situação uma oportunidade para ampliar o seu controlo sobre as Índias Orientais, os holandeses aceitaram o pedido e começaram a sabotar a importação pelos governantes balineses de armas e abastecimentos de Singapura.
No entanto, o bloqueio não mudou o curso da guerra e a exigência feita pelos holandeses para que Matarão se rendesse foi rejeitada. Em julho de 1894, os holandeses enviaram uma expedição militar para derrubar o monarca de Matarão, dando início ao que por vezes é chamado Guerra de Lomboque. Os balineses resistiram e a 25 de agosto atacaram um campo militar que os holandeses tinham montado em Matarão, causando mais de 500 mortos, um deles o general que comandava a expedição. Os holandeses enviaram reforços e em 8 de novembro bombardearam intensamente as posições balinesas em Matarão, tendo destruído a cidade e o palácio real, que foi saqueado, e causado a morte de cerca 2 000 balineses. No final de novembro todas as posições balinesas tinham sido aniquiladas e as tropas balinesas tinham-se rendido ou cometido puputan (suicídio ritual coletivo). Os holandeses dominaram a totalidade da ilha até 1942.

### Época colonial e pós-independência
No período colonial, Lomboque foi, juntamente com Amboíno, Gorontalo e Minahasa, uma das quatro regiões orientais das Índias Orientais Neerlandesas a estar sob administração direta holandesa. Graças ao apoio da aristocracia sassaque, os holandeses tinham apenas 250 soldados para controlar a população de Lomboque, que nessa altura seria cerca de meio milhão de pessoas.
Durante a Segunda Guerra Mundial, as Pequenas Ilhas da Sonda, incluindo Lomboque, foram ocupadas pela Marinha Imperial Japonesa. Partindo de Surabaia, em Java no dia 8 de março de 1942, desembarcaram no porto de Ampenan de Matarão na tarde do dia seguinte, tendo derrotado rapidamente as forças holandesas. Após o fim da guerra, em 1945, os japoneses retiraram e a ilha voltou temporariamente ao controlo dos holandeses. Depois da subsequente independência da Indonésia, a aristocracia balinesa e sassaque continuaram a dominar Lomboque. Em 1958, a ilha foi incorporada na província de Sonda Ocidental e Matarão tornou-se a capital provincial. Na sequência do golpe de estado falhado ocorrido em Jacarta e Java Central em 1 de outubro de 1965, ocorreram massacres de comunistas em Lomboque.
Durante a "Nova Ordem" (o regime do presidente Suharto, entre 1967 e 1998), a ilha passou por um período de estabilidade e desenvolvimento, mas não ao nível do que se passou em Java e Bali. Más colheitas provocaram uma crises alimentares graves em 1966 e 1973, com consequências graves, especialmente a de 1966. O programa transmigrasi do governo central transladou muitas pessoas para fora de Lomboque. Na década de 1980 assistiu-se a investidores e especuladores instigarem um boom turístico emergente, mas apenas uma pequena parte dos lucros ficou na ilha. As crises políticas e económicas indonésias do final da década de 1990 atingiram fortemente Lomboque. Em janeiro de 2000 estalaram motins em Matarão, cujas vítimas foram sobretudo cristãos e chineses étnicos, alegadamente instigados por agentes provocadores de fora da ilha. O turismo caiu acentuadamente, mas nos anos mais recentes assistiu-se a um crescimento renovado.

### Sismos de 2018

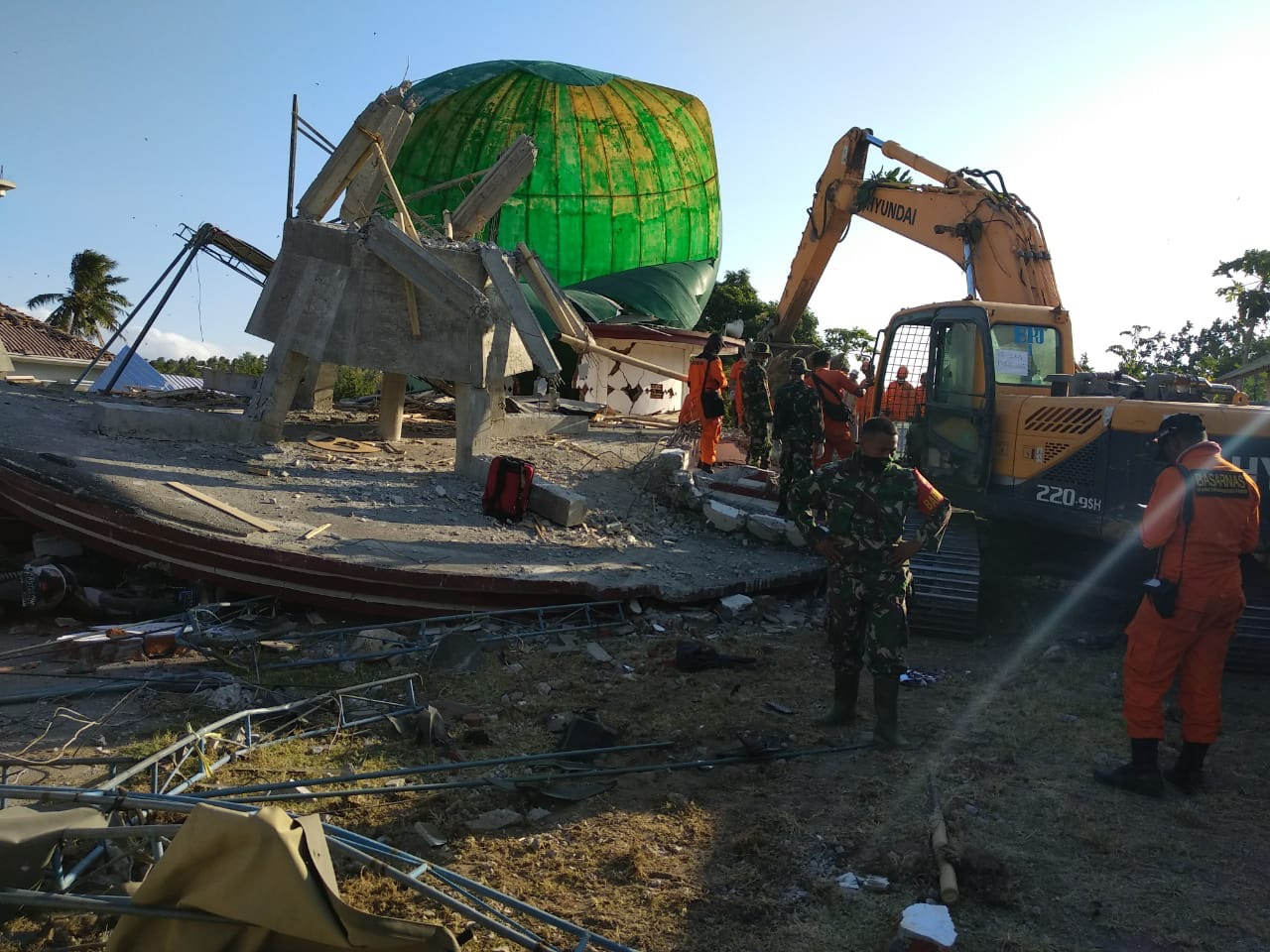
Ruínas de uma mesquita destruída pelo sismo de agosto de 2018

O sismo de Lomboque de 29 julho de 2018 provocou 20 mortos, centenas de feridos e danos materiais significativos. Foi o prenúncio de um sismo mais forte que se seguiu oito dias depois. O sismo de 5 de agosto teve uma intensidade de 6,9 MW e 7.0
 ML. Causou danos catastróficos no norte de Lomboque e, embora em menor escala, também em Bali. No total, morreram mais de 550 pessoas e 7 000 ficaram feridas. Em 19 de agosto ocorreu um terceiro sismo, que matou 13 pessoas e causou estragos em 1 800 edifícios.
Inicialmente, a Agência Nacional de Gestão de Desastres (Badan Nasional Penanggulangan Bencana) recusou ajuda internacional, alegando que os sismos não eram uma emergência nacional e que os locais eram capazes de responder sem ajuda. Todavia, a infraestruturas para gestão de e assistência a catástrofes instaladas localmente não eram adequadas em Lomboque e nos arredores, pelo que os primeiros a responder ao desastre forem organismos governamentais locais, como polícias e militares, voluntários nacionais e estrangeiros e proprietários de empresas nas áreas menos afetadas da ilha, incluindo as ilhas Gili.
Contudo, as infraestruturas para a gestão e assistência a catástrofes não estavam adequadamente instaladas em Lombok e nos seus arredores, pelo que os primeiros a responder ao desastre foram as agências governamentais locais, como a polícia e o pessoal militar, voluntários nacionais e estrangeiros e proprietários de empresas nas partes de Lombok que foram menos afetadas pelos terremotos, incluindo as ilhas Gili. Foram organizadas iniciativas internacionais de pequena escala através de redes socieias e da web, para ajudar a obter recursos básicos, como alimentos, água potável e abrigos temporários. Estas iniciativas foram vitais nas primeiras fases do desastre, que decorreram antes da chegada de assistência governamental em maior escala.

## Turismo

### Antes de 1997

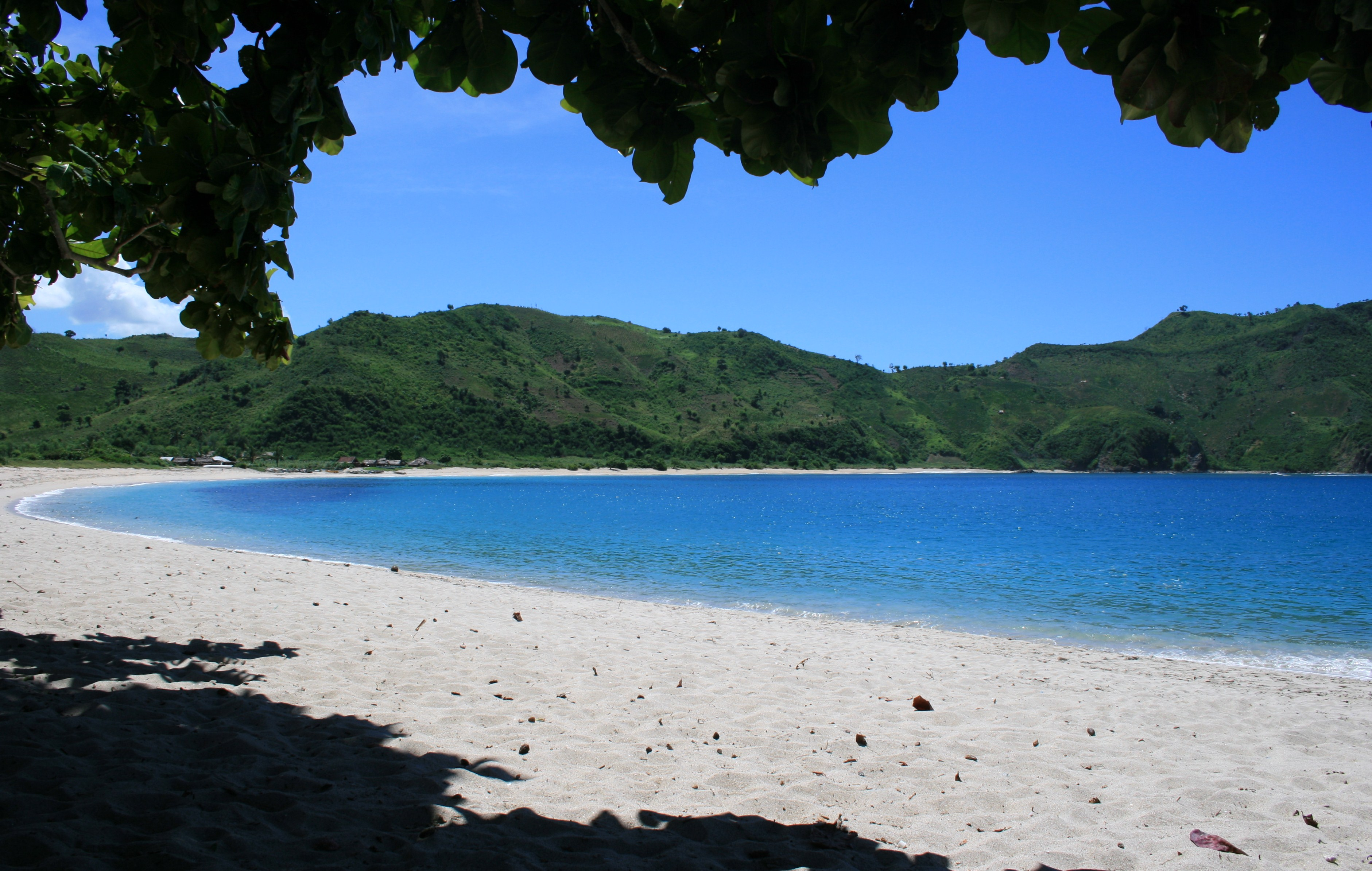
Praia de Mawun, em Cuta

O desenvolvimento do turismo teve início em meados da década de 1980, quando Lomboque começou a ser vista como uma alternativa "intocada" a Bali. Inicialmente, proliferaram bangalôs de baixo custo em locais como as ilhas Gili, ao largo da costa noroeste, e Cuta, na costa sul. Essas acomodações turísticas pertenciam e eram operadas em grande parte por empresários locais. Em áreas relativamente próximas do aeroporto (perto de Matarão), nomeadamente Senggigi, na costa centro-ocidental, assistiu-se a uma especulação desenfreada de terrenos à beira-mar por parte de grandes empresas de fora de da ilha.
Na década de 1990, o governo nacional de Jacarta começou a ter um papel ativo no planeamento e promoção do turismo de Lomboque e foram fundadas organizações privadas para o mesmo fim, como a Bali Tourism Development Corporation (BTDC) e a Lombok Tourism Development Corporation (LTDC). A LTDC elaborou planos detalhados de uso do solo com mapas e áreas para instalações turísticas.
Principalmente nas áreas turísticas, os grandes hotéis são os principais empregadores da população local. Uma parte considerável dos restantes empregos são em empresas ligadas ao turismo de empresários locais, como restaurantes, lojas de arte e de artesanato, etc.

### 1997–2007

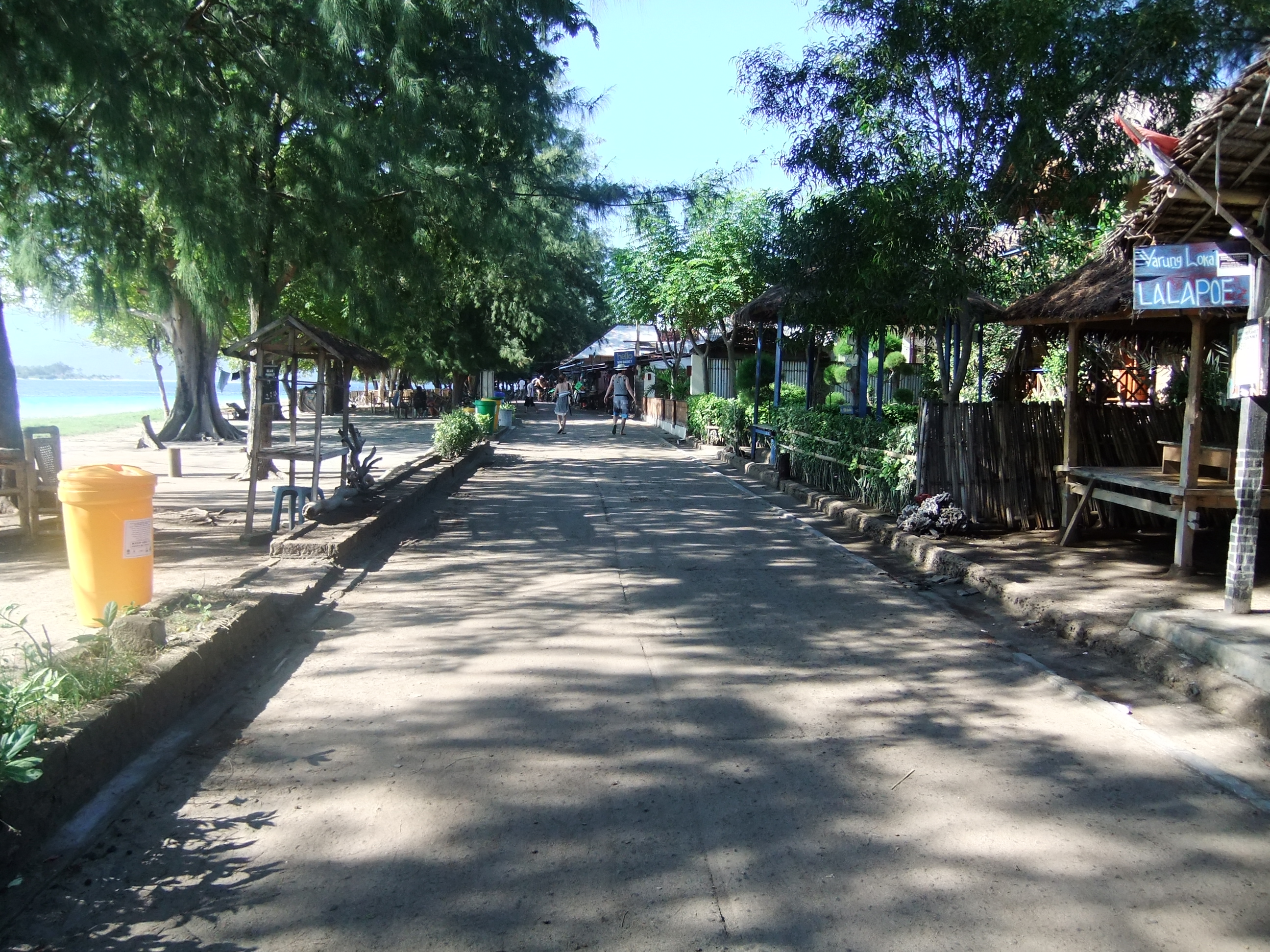
Rua principal de Gili Trawangan

A crise financeira asiática de 1997 e a queda do regime de Suharto em 1998 marcaram o início de uma década de reveses para o turismo. A rápida desvalorização da moeda e a transição para a democracia fizeram com que toda a Indonésia vivesse um período de agitação interna. Em províncias indonésias surgiram ou reavivaram-se movimentos que reclamavam autonomia ou independência da República da Indonésia. Ao mesmo tempo, o terrorismo islâmico agravou ainda mais a agitação interna em todo o país. Em Janeiro de 2000, agitadores islâmicos radicais da recém-formada Jemaah Islamiyah provocaram violência religiosa e étnica na zona de Ampenan, em Matarão, e na zona sul de Senggigi. Muitos expatriados e turistas estrangeiros foram temporariamente evacuados para Bali. Numerosas embaixadas estrangeiras emitiram avisos de viagem alertando sobre o perigo potencial de viajar para a Indonésia.
Posteriormente, os atentados bombistas de Bali em 2002 e em 2005 e o progresso da epidemia de SARS na Ásia tiveram um impacto dramático nas actividades turísticas de Lomboque. O turismo demorou a regressar à ilha, quer devido à relutância mundial em viajar quer devido às tensões globais.[carece de fontes?] Só a partir de 2007-2008, quando a maioria dos países desenvolvidos suspendeu os conselhos para não viajar para aquela parte do mundo, é que o turismo recuperou para níveis anteriores a 2000.

### Pós-2007

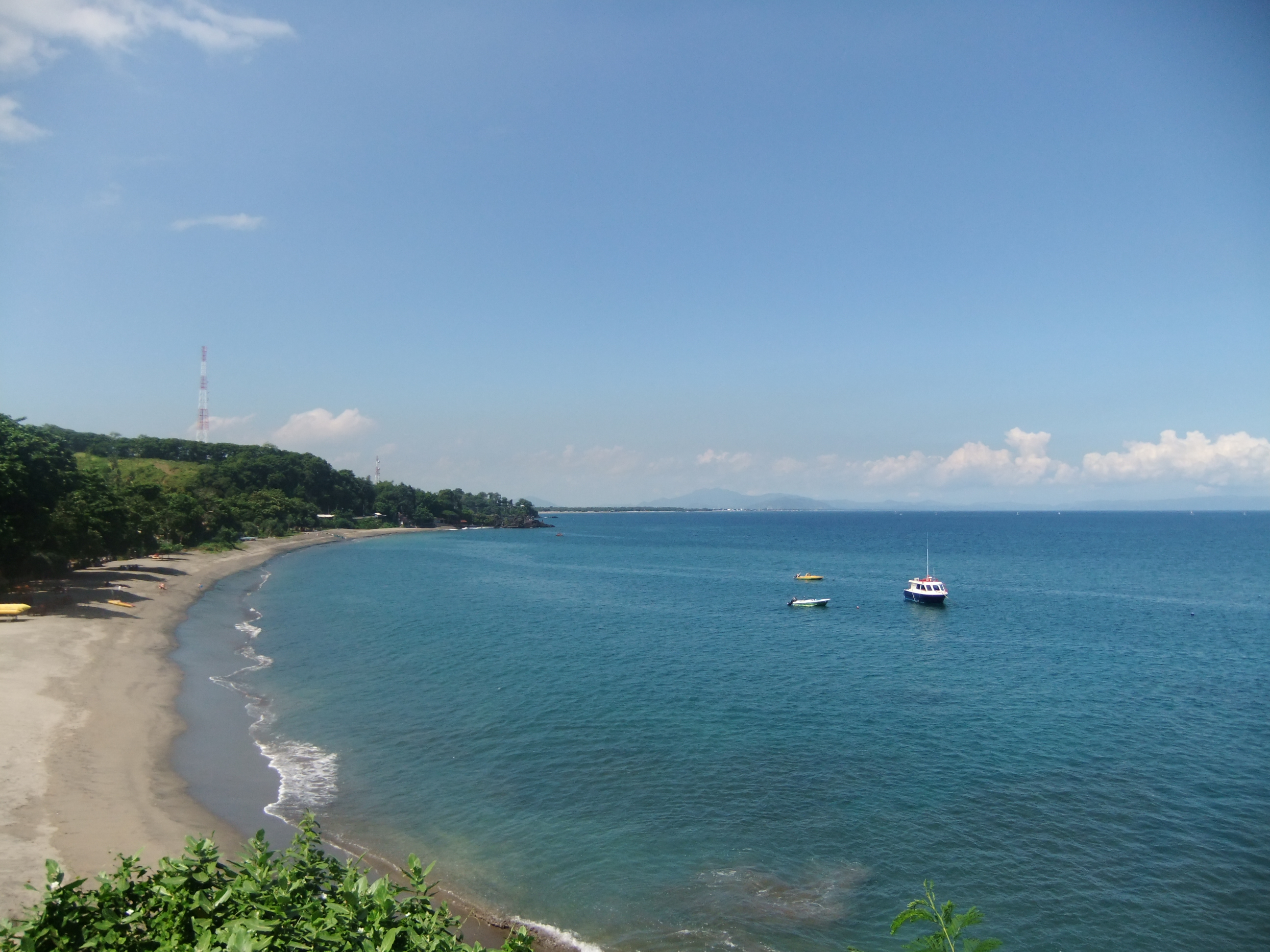
Praia de Senggigi

Entre 2007 e 2010 o turismo e a sua promoção cresceu bastante e o número de visitantes ultrapassou em muito os níveis de antes de 2000. O governo indonésio promoveu ativamente Lomoboque a vizinha Sumbava como o segundo destino turístico do páis a seguir a Bali. Em 2009, o então presidente indonésio Susilo Bambang Yudhoyono, o ministro da cultura e turismo e o governador provincial declararam publicamente o apoio ao desenvolvimento turístico de Lomboque e Sumbava, estabelecendo como objetivo atingir um milhão de visitantes anualmente em 2012 para o conjunto das duas ilhas. Nesse período foram significativamente melhoradas várias infraestruturas, nomeadamente estradas, e foi construído um novo aeroporto internacional, cuja construção tinha vindo a ser sucessivamente adiada e que foi inaugurado em 2012. A Corporação de Desenvolvimento Turístico de Bali (BTDC) foi encarregado de desenvolver a área turística de Mandalika, na costa sul, que se estende ao longo de 8 km de praias de areia desde Cuta.
O turismo é uma fonte de receita importante para Lomboque. A parte mais desenvolvida turisticamente é a área centrada em Senggigi, na costa ocidental, que se estende até Tanjung, no sopé do monte Rinjani, e inclui as três ilhas Gili (Trawang, Meno e Air) que ficam ao largo da costa noroeste. Estas são acessíveis de barco a partir de vários pontos da costa e também desde Bali. Outros destinos turísticos populares incluem o monte Rinjani, as ilhas Gili Bidara e Gili Lawang, na costa nordeste, Sekotong, na extremidade sudoeste, popular especialmente para mergulho, e Cuta, na costa sul. Cuta de Lomboque é bastante diferente de Cuta de Bali e é famosa pelas suas extensas praias de areia branca, em grande parte quase desertas; é um destino popular para a prática de surfe.

### Festividades
Uma das principais festividades tradicionais da ilha é o Bau Nyale (que à letra signfica "apanhar os vermes do mar"). É realizado entre fevereiro e março e concentra-se na captura das partes reprodutivas do verme marítimo Palola viridis, conhecido localmente como nyale ou wawo. Segundo a tradição local, nyale é a reencarnação da bela princesa Mandalika, que se afogou  na praia de Seger depois de atirar ao mar após o pai ter organizado um concurso para os pretendentes da filha lutarem entre si para decidir qual deles se casaria com a princesa.